# Agriculture sur brûlis
L’agriculture sur brûlis (ou brulis ou agriculture sur abattis-brûlis, ou système agraire forestier) est un système agraire dans lequel les champs sont défrichés par le feu, ce qui permet un transfert de fertilité, puis sont cultivés pendant une période brève pour être ensuite mis en friche, le plus souvent forestière, à longue révolution (friche forestière). C'est le cas le plus fréquent d'agriculture itinérante. Existant depuis la Préhistoire, employée à grande échelle, cette agriculture extensive itinérante peut conduire à une dégradation durable des sols.

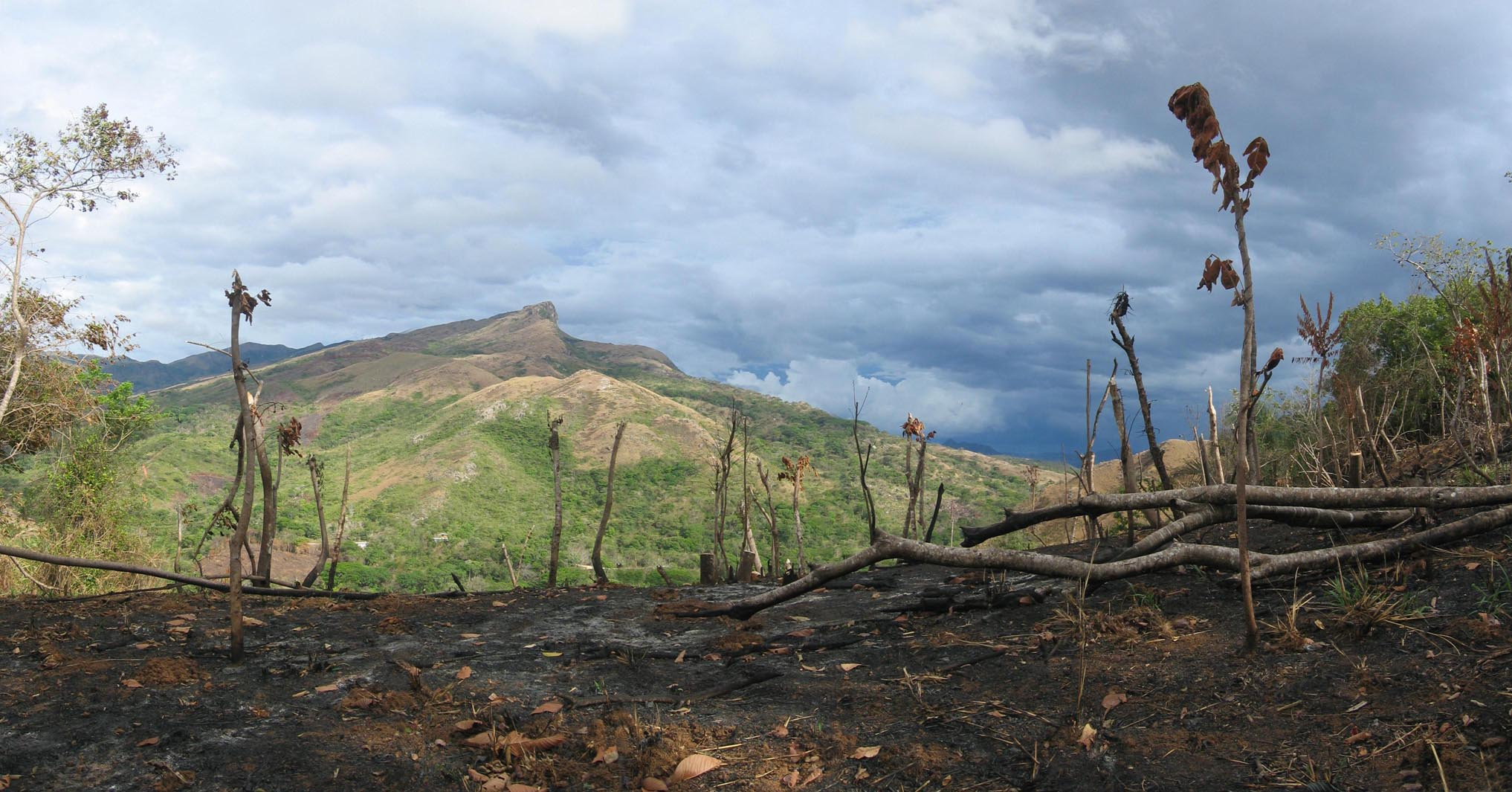
Terres brûlées au sud de Santa Fé (province de Veraguas), Panama

## Confusion entre brûlis et écobuage
Le brûlis est souvent confondu, dans sa technique, avec l'écobuage dont la finalité générale est identique : le brûlage. 
Alors que l'écobuage soumet la croûte superficielle du sol, racines comprises, à l'épreuve du feu après arrachage et séchage, le brûlis, quant à lui, soumet au feu seulement la partie aérienne de la végétation, après séchage précédé d'un éventuel débroussaillement.

## Histoire
Les systèmes de culture sur abattis-brûlis font partie des plus anciens systèmes agraires. Leur apparition précoce au Néolithique est documentée dans trois foyers d'origine de l'agriculture : au Proche-Orient, au Mexique et en Chine. Le développement de ces systèmes a été permis par le développement des techniques de la pierre polie, qui permettent de fabriquer des haches avec des roches plus solides que celles utilisées pour fabriquer les haches en pierre taillée, et qu'il est possible de réaffuter,. Ils sont également adaptés pour des agriculteurs qui ne possèdent pas d'outils du travail du sol, à l'exception du bâton fouisseur. Ces systèmes se sont implantés facilement dans les zones de forêt dense (taïga, forêt tempérée décidue ou mixte, forêt méditerranéenne, forêt tropicale à saison sèche) alors que les zones de tapis herbacé dense (prairies, savanes, steppes) dont le défrichement au bâton fouisseur n'était pas aisé, ont plutôt favorisé l'élevage.
Dans les zones de forêt tropicale, la végétation très dense complique le défrichement avec les outils en pierre tandis que le climat humide limite l'utilisation du feu. Dans ces conditions, l’écorçage des arbres peut être plus efficace que le feu pour les tuer. Pour s'adapter à ces conditions, en Asie du Sud-Est à partir de -2 000, les austronésiens développent des systèmes agroforestiers basés sur l'association de plusieurs espèces de tubercules pérennes (taro, igname) et d'arbres (bananier, sagoutier). Ils utilisent le feu comme méthode de défrichement ou installent les cultures dans des marais. Parfois, seul le sous-bois est éliminé, les plantes herbacées coupées et les résidus végétaux utilisés comme paillis, une pratique également appelée agriculture abattis-paillis (slash and mulch). Ces systèmes peuvent être comparés aux jardin-forêts contemporains.
Les systèmes sur brûlis peuvent nourrir une population de l'ordre de 10 à 30 habitants/km². Lorsque la population augmente au-dessus de la densité que peut supporter le système, une partie de la population du village émigre et forme un nouveau système agraire dans une zone de forêt encore non exploitée. Cette dynamique continue encore de nos jours, dans les dernières forêts tropicales d'Amérique du Sud, d'Afrique et d'Indonésie, où existent toujours des systèmes d'agriculture sur brûlis, même si la disponibilité d'outils en fer facilite le travail de défrichage.
Ces systèmes ont entraîné une croissance démographique importante, par rapport aux époques précédentes. Ainsi, entre -8 000 et -3 000, la population humaine passe de 5 à 50 millions. Néanmoins, à cette époque le taux de croissance de la population était inférieur à 1 % par an, la formation de nouveaux villages se produisait moins d'une fois par siècle et le front pionnier de l'agriculture avançait environ de 1 km par an.
De nos jours, le taux de croissance est d'environ 3 % par an, et de nouveaux villages sont formés tous les 20-30 ans.
Bien que le mode de culture sur abattis-brûlis perdure, il reste marginal dans le monde. Il est d'ailleurs progressivement remplacé dès l'âge du bronze par un système agraire « post-forestier » : « systèmes hydrauliques des régions arides, systèmes à jachère des régions tempérées, systèmes de savane des régions tropicales, systèmes de riziculture aquatique des régions de mousson, systèmes pastoraux étendus aux formations herbeuses secondaires résultant du déboisement, etc. ».

## Chiffres dans le monde
Au début du XXIe siècle, selon les sources, elle serait encore pratiquée par 300 à 500 millions de personnes, essentiellement en zone tropicale humide, sur environ 1/3 de la planète (1 500 millions d'hectares de terres arables, faisant de ce système agraire le mode d’exploitation le plus répandu de la zone intertropicale,).
En octobre 2015, les feux de forêts en Indonésie destinés à gagner de nouvelles surfaces agricoles afin d'y planter des palmiers à huile, dans les provinces de Sumatra et Kalimantan, ont atteint une telle ampleur que Singapour, la Malaisie et même les plages touristiques de la Thaïlande suffoquent sous un nuage toxique limitant la visibilité à quelques mètres ; 1,7 million d'hectares de terres et de forêts sont en feu selon les estimations du WWF. Les tourbières, asséchées pour les mêmes raisons d’extension des zones cultivables, constituent un autre risque : les incendies s’y développent tout en restant extrêmement difficiles à contrôler, et leur combustion provoque d’importants dégagements de gaz à effet de serre généré par les grandes quantités de carbone stockées par les tourbières. Le gouvernement indonésien a pour la première fois accepté l'aide internationale pour combattre ces feux.

## Principes et techniques

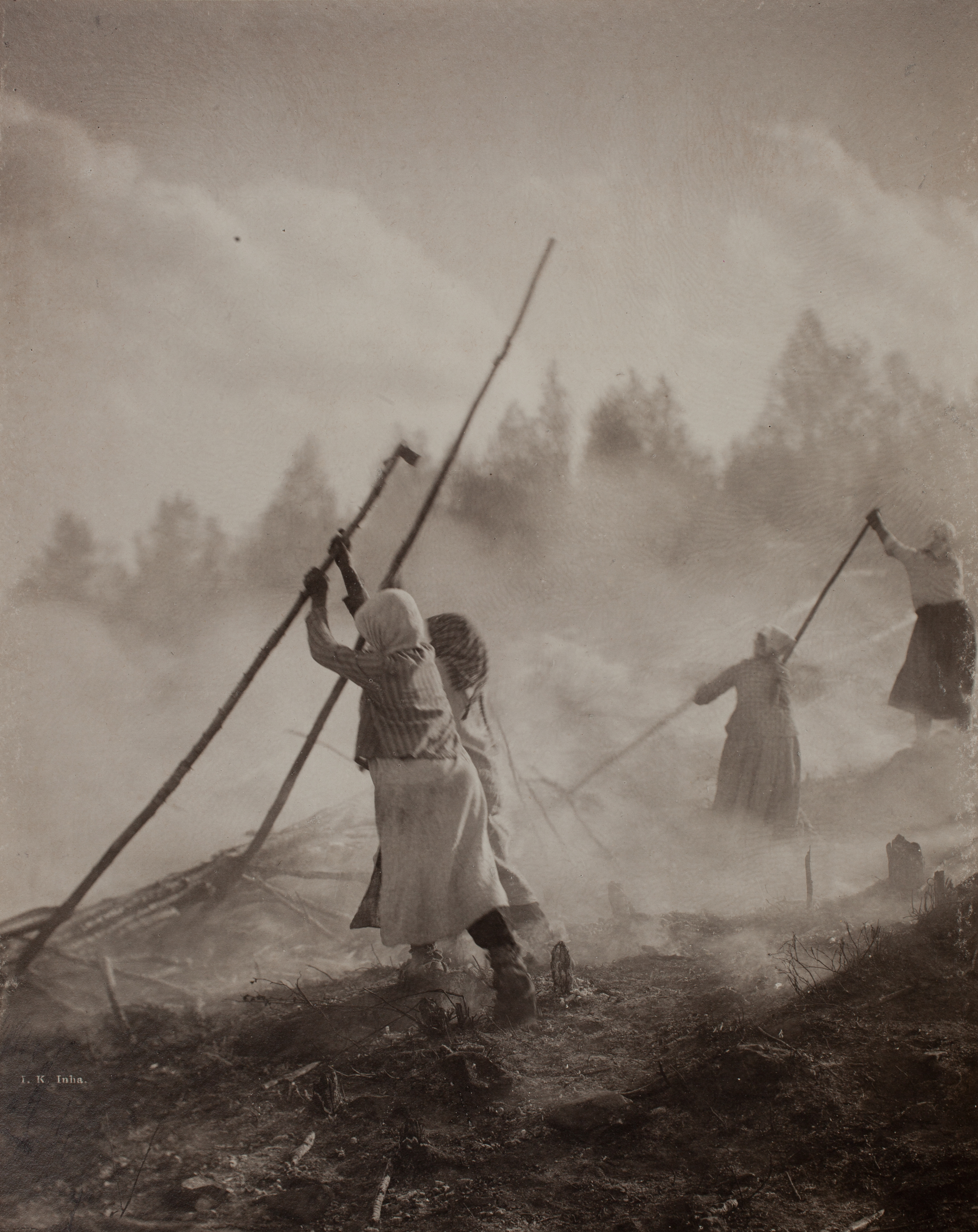
La culture sur brûlis n'a pas été pratiquée qu'en zone tropicale (ici en Finlande, en 1892)

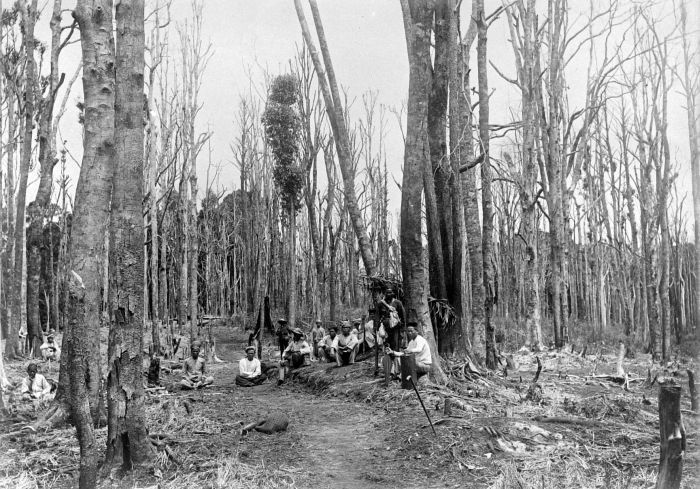
Ladang à Sumatra, vers 1900.
Ce mode de brûlis ne tue pas les grands arbres, épargnés pour leur ombrage : Seul le petit bois et la strate herbacée sont brûlés. On plante alors au plantoir les graines de plantes annuelles dans la cendre tiède. Le ladang dure deux ans, après quoi il faut changer d'endroit (P. Verger, 2001).

L'emploi des termes abattis ou essart a fait l'objet de débats concernant le terme technique à recommander pour désigner les systèmes d'horticulture vivrière forestière sur brûlis impliquant une jachère à longue révolution, permettant la reconstitution du couvert arboré,.
La parcelle, initialement forestière, est défrichée en partie, par essartage : les arbres sont coupés sommairement et laissés sur place (abattage) ou cette parcelle est débroussaillée (débroussaillage) ; les débris végétaux de la parcelle sont ensuite laissés à sécher au soleil puis brûlés juste avant la période du semis. Il n'y a pas de dessouchage. Dans les milieux où la forêt est très dense, comme les zones tropicales, seul le sous-bois et les arbres de petits diamètre sont abattus. Dans les milieux plus faciles à défricher, tous les arbres sont abattus, à l'exception de ceux considérés comme utiles. Les outils utilisés sont la hache (de pierre polie ou de métal) et le sabre d'abattis. Le brûlis provoque une restitution de nutriments minéraux de la biomasse au sol, qui servira aux cultures. Le réchauffement du sol, provoqué par le soleil et par le travail du sol provoque également une importante minéralisation de la matière organique accumulée dans le sol par la forêt. 
Sur la parcelle ainsi libérée, l'agriculteur sème ses cultures sans labour. Le sol est travaillé à la houe, pour préparer le lit de semence. Dans le cas de cultures de tubercule, le sol est aménagé en billons, à la houe. Dans certains systèmes, seul le bâton fouisseur est utilisé, pour creuser les trous où sont semées les graines ou implantés les plants.  
La parcelle est cultivée de 1 à 3 ans, suivant les systèmes. La première culture est généralement une céréale (riz, mil, maïs) ou un tubercule (igname, manioc, taro), destinée à fournir la base de l’alimentation. La deuxième culture est généralement une plante moins exigeante, comme une légumineuse, ou moins essentielle à l'alimentation (fruits, légumes, épices et condiments). Fréquemment, cette deuxième phase est une association de différentes plantes cultivées, qui peuvent être implantées en décalage dans le temps. Parfois, la deuxième culture est comme la première une culture de céréales ou de tubercules, mais elle peut être associée avec d'autres cultures secondaires. Ainsi, les Baoulés en Cote d'Ivoire, cultivent des ignames sur billon la première année, puis la deuxième année, des cultures associées de maïs (céréale), taro (tubercule), arachide (légumineuse), tomate, aubergine (légumes) et gombo (condiment). La dernière année, sont parfois implantées des plantes pérennes, comme les bananiers, qui donneront leurs fruits pendant la période de friche. Cette pratique est particulièrement développée en Amazonie, où les agriculteurs traditionnels plantent des arbres fruitiers dans les zones abandonnées à la forêt.  
Une grande partie de la surface défrichée est encombrée par les souches, et dès la première année, les rejets des souches et l'implantation des adventices commencent à concurrencer la culture. De fréquents binages à la houe sont effectués pour lutter contre les adventices et détruire les racines des arbres. Ils ont également pour conséquences de stimuler la minéralisation de la matière organique, et de détruire la capillarité du sol, ce qui permet d'éviter le lessivage des nutriments libérés, qui restent disponibles pour les plantes. 
Au bout de 3 à 5 ans, la fertilité est épuisée. Seule une faible part du carbone qui existait dans les arbres et la strate herbacée est transférée au sol, sous forme de charbon de bois (1,7 % de la biomasse forestière antérieurement présente, en zone tropicale). Le sol perd également rapidement une partie de ses minéraux, par lessivage et dénitrification, et de sa matière organique qui se minéralise.  La parcelle est alors abandonnée à la friche : l'abandon, permettant la régénération forestière, dure de 10 à 50 ans. Lorsque la friche dure 10 ans ou moins, la forêt n'a pas le temps de se reconstituer, et seule une friche herbeuse ou un petit fourré occupe. Il s'agit alors d'un autre système agraire. Une autre portion du finage est alors défrichée, et le cycle continue. Chaque village doit donc disposer d'une superficie de forêts et de terres cultivées suffisante pour nourrir toutes les familles tout en permettant à la forêt de se reconstituer. Un cas rare est constitué par les peuples des montagnes du nord du Laos et du Vietnam qui déplacent leurs villages tous les 10 ou 20 ans, lorsqu'ils ont exploité toutes les forêts du voisinage.  
Le système est souvent complété par des jardins et des vergers proches des maisons, cultivés en continu et fertilisés par les déchets domestiques et les déjections des animaux domestiques. Dans ces systèmes l'élevage présente une importance limitée, en l'absence de zones dédiées au pâturage. Les animaux doivent donc être nourris avec des plantes cultivées ou avec des déchets et des sous-produits des cultures. En raison de la présence des souches sur les parcelles, les animaux domestiques ne peuvent pas être utilisés pour tirer des outils de travail du sol, et ils représentent un danger pour les cultures. Toutefois, dans les forêts tropicales à saison sèche et dans les forêts tempérées, la forêt peut servir de lieu de pacage (par exemple, cas des porcs dans les forêts européennes). Certains villages peuvent aussi disposer d'une zone de savane, destinée au pâturage. La chasse, la pêche et la cueillette peuvent également constituer un appoint.

## Organisation sociale
En termes d'organisation sociale, les terres soumises à l'abattis-brûlis dépendent d'un droit usage, qui peut être accordé à n'importe quelle famille du village, voir à des familles immigrantes, tant que la surface disponible est importante. Le droit d'usage d'une terre est accordé par l'instance de décision du village et s'éteint avec la dernière culture pratiquée. Les terres en friche appartiennent en commun au village.
En revanche sur les terres en jardin, en vergers, ou transformées en plantations à vocation exportatrice (hévéa, cacao, café...) le droit d'usage tend à devenir permanent et similaire à une propriété privée. Lorsque la disponibilité en surface forestière se fait rare, que la durée de la friche diminue fortement, l'exploitation d'une parcelle par une même famille tend à devenir continue et le droit d'usage tend là encore à devenir permanent. Dans cette configuration la concession de l'usage de la terre à une autre famille se fait en échange d'une compensation, similaire à un fermage lorsque la concession est temporaire, ou à une vente, lorsque la concession est définitive.
Pour être viables, les systèmes sur abattis-brûlis exigent également qu'un travailleur agricole n'ait pas à nourrir plus de 3 à 4 personnes. Afin de maintenir l'équilibre entre nombre de travailleurs et nombre de personnes à nourrir, il est plus efficace de s'organiser en familles élargies, comprenant plusieurs ménages. Des règles particulières concernant les échanges de personnes (mariages, adoptions), permettent de réguler cet équilibre. Des mécanismes d'entraide entre groupes familiaux existent également lors des périodes de gros travaux agricoles (comme le défrichement) et pour la constitution de stocks de réserve.
Dans ces systèmes, la différenciation sociale (présence de groupes d'artisans, de guerriers, de commerçants, de dirigeants et de religieux) est peu marquée et tous les individus participent aux travaux agricoles.

## Évolution
Dans un système à l'équilibre, pour une année N, il y a trois parcelles cultivées :
- une défrichée en année N et semée
- deux autres défrichées en N-1 et N-2, dont les rendements sont plus faibles

Le reste de l'écosystème est en friche ou en forêt.
Pour maintenir ce système, si la rotation est de 50 ans, il faut environ 150 hectares de friche et forêt pour 3 hectares cultivés. 
Autrement dit, on laisse la forêt se régénérer sur 50 ans, puis on la brûle de nouveau pour l'exploiter 3 ans. Dans ces conditions, le rendement peut être théoriquement de 10 quintaux de céréales par hectare défriché (20 q/ha, si on compte la superficie effectivement ensemencée, c'est-à-dire la superficie défrichée moins la superficie occupée par les souches). Un tel système peut nourrir 10 personnes par kilomètre-carré de forêt cultivable. Si la rotation n'est plus que de 25 ans, le rendement chute à 14 quintaux par hectare effectivement ensemencé, mais l'augmentation de la superficie exploitée permet de nourrir 20 personnes par kilomètre-carré de forêt. Si la durée de la friche n'est plus que de 10 ans, le rendement n'est plus que de 8 quintaux par hectare effectivement ensemencé mais il est possible de nourrir 35 personnes par kilomètre-carré. 
Lorsque la population augmente au-dessus de la densité que peut supporter le système, une partie de la population du village émigre et forme un nouveau système agraire dans une zone de forêt encore non exploitée. Aujourd'hui, sur les fronts pionniers, les villages dépassent rarement un millier d’habitants et disposent généralement de 30km² de forêt cultivable, ce qui correspond à une densité de population de 30 habitants/km². Le taux de croissance des populations habitant ces villages est de l’ordre de 3 %. En conséquence, la taille de la population double en 20 à 30 ans. Pour maintenir une densité de population compatible avec le systèmes d’abattis-brûlis, tous les 20-30 ans une partie de la population du village va fonder un nouveau village, généralement situé à 5-6 km. Si une partie du territoire n'est pas cultivable (zones rocheuses, marais), la distance entre les villages est plus élevée.
Lorsque les villages pratiquant l'abattis-brûlis se retrouvent trop éloignés des forêts vierges pour écouler leur excédent démographique, ou lorsque le front pionnier atteint la limite de la forêt (bord de mer, de désert, montagne...), des solutions différentes doivent être adoptées pour faire face à l'accroissement démographique. Dans un premier temps, la durée de la friche forestière est raccourcie et les parcelles sont exploitées de plus en plus souvent. Mais en dessous d'un seuil de durée de la friche, qui varie en fonction des conditions du milieu, le renouvellement de la fertilité n'est plus assuré. En cas d'accroissement de la population, ces systèmes peuvent entrer dans un cercle vicieux : 
- Augmentation de la surface défrichée chaque année.
- diminution de la part de friche et forêt
- retour sur une parcelle cultivée auparavant plus rapidement
- diminution des rendements car la fertilité n'a pas été assez renouvelée qui s'ajoute à l'érosion des sols et à l'assèchement du climat
- augmentation de la surface cultivée pour compenser la baisse de rendement, etc.

À terme, en cas de pression trop importante, le brûlis peut aboutir à la disparition de la forêt (déforestation), à la baisse de la fertilité du sol, à l’augmentation de l'érosion et à l'assèchement du climat. C'est notamment ainsi qu'a disparu une grande partie de la forêt méditerranéenne au Néolithique, laissant la place aux formations dégradées (garrigue et maquis). C'est aussi le cas d'une grande partie de  la forêt tropicale à saison sèche, qui a laissé place à des savanes.

## Déforestation
Lorsque les villages pratiquant l'abattis-brûlis se retrouvent éloignés des forêts vierges, parce que la zone est cultivée depuis longtemps et que le front pionnier s'en est éloigné, ou lorsque le front pionnier atteint une limite géographique (bord de mer, de désert, montagne...) ou politique (frontière, réserve naturelle), il n'est plus possible de faire face à l'accroissement démographique par l'émigration et la création de nouveaux villages. Dans un premier temps, la durée de la friche forestière est raccourcie et les parcelles sont exploitées de plus en plus souvent. Au bout d'un certain temps, lorsque les parcelles sont exploitées trop fréquemment, la friche forestière ne peut pas se reconstituer, entraînant une dynamique de déforestation. 
Ce processus est d'autant plus rapide que la forêt est facile à abattre. Cela a probablement été le cas des savanes arborées et des forêts tropicales à saison sèche qui couvraient le proche et le moyen-orient et le Sahara aux débuts de l'agriculture. Dans ces régions, la déforestation commence au VIIe millénaire av. J.-C., et au Ve millénaire av. J.-C. se produit un mouvement de désertification en partie causé par le déboisement. La forêt méditerranéenne est déboisée progressivement, d'est en ouest, entre -2 000 et l'an 1. Les forêts feuillus de l'Europe tempérée sont déboisées dans les premiers siècles de notre ère. La forêt tropicale à saison sèche, au sud du Sahara, commence à être déforestée aux premiers siècles de notre ère, jusqu'à une époque récente. Elle a laissé la place aux écosystèmes de savane tropicale. La forêt équatoriale subit actuellement ce processus de déforestation. C'est notamment le cas dans le bassin du Congo et plus particulièrement République démocratique du Congo, où l'agriculture sur brûlis est considéré comme l'un des facteurs majeurs de la déforestation.
La déforestation entraîne une baisse de la teneur du sol en matière organique, ainsi qu'une baisse de la quantité de nutriments restitués au sol lors du brûlis. Sous les climats chauds, la teneur en matière organique peut descendre sous les 1 %, tandis qu'elle peut se maintenir autour de 2 % en zone tempérée. Ceci entraîne une chute de la fertilité du sol (diminution de la réserve hydrique, de la taille du complexe argilo-humique et des flux de minéralisation). En zone de subtropicale, des phénomènes de latérisation peuvent se produire.
Les sols déforestés sont soumis à l'érosion et les alluvions et colluvions emportés par les eaux provoquent le comblement des vallées et des golfes marins et l'accroissement des deltas. Les zones recevant ces éléments peuvent devenir de nouvelles terres particulièrement fertiles pour l'agriculture. La déforestation provoque également un assèchement du climat pouvant aller jusqu'à la désertification. Ce phénomène est dû à la diminution des stocks d'eau contenus dans la biomasse forestière, au dessèchement du sol et à la diminution du flux d’évapotranspiration entre la biosphère et atmosphère. Ce phénomène affecte les régions victimes de la déforestation mais également les régions distantes qui recevaient les pluies issues de l'évapotranspiration forestière.
La déforestation entraîne donc la crise du système d'abattis-brûlis. Différents systèmes alternatifs ont alors été conçus pour surmonter cette crise : systèmes agraires hydrauliques, systèmes rizicoles, systèmes de savane, systèmes de culture attelée légère...

## Exemples

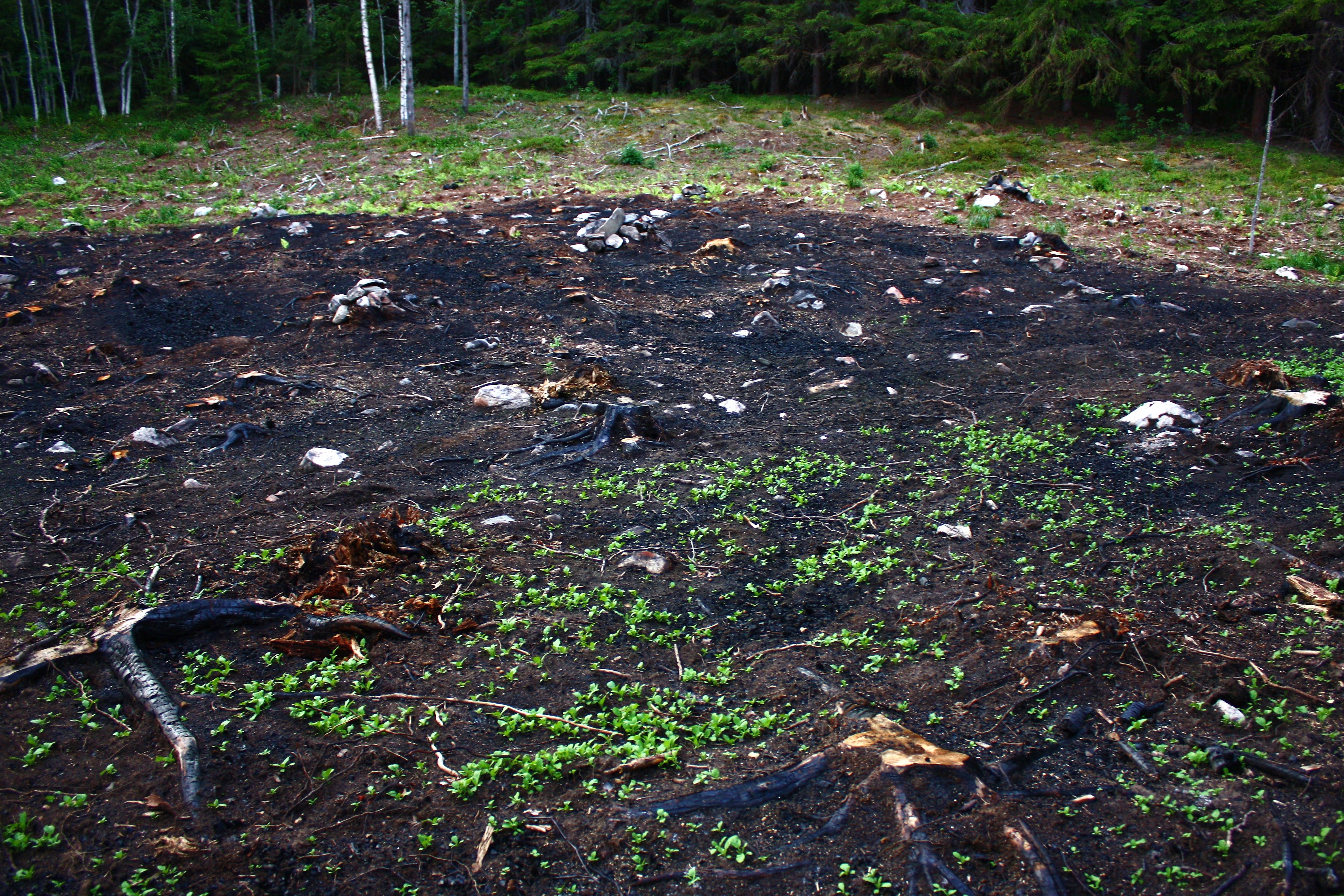
Réserve Naturelle Telkkämäki, Kaavi (Finlande), 2013

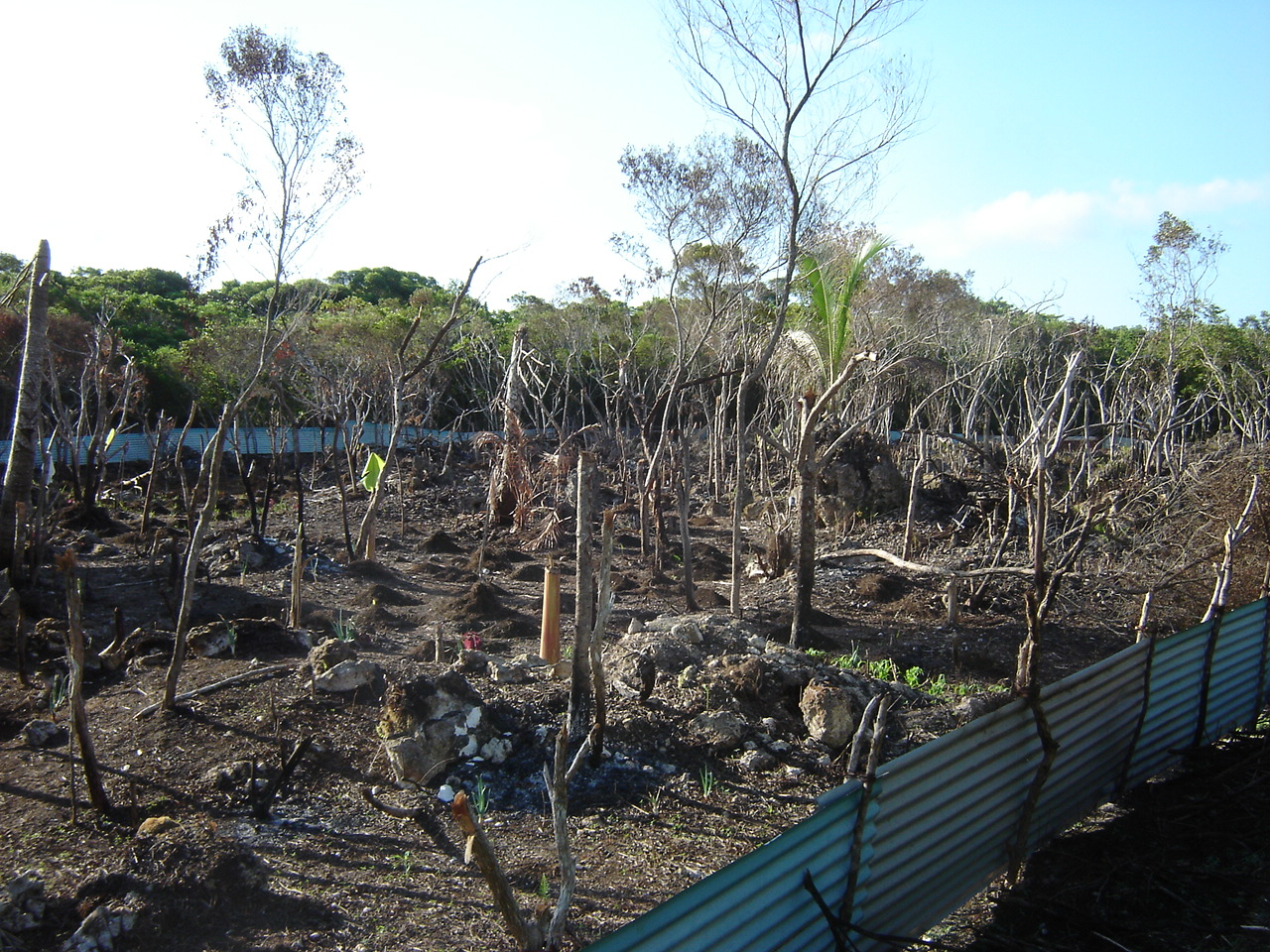
Culture sur brûlis à Lifou (Nouvelle-Calédonie), 2007

- Agriculture traditionnelle piaroa, peuple indigène du Venezuela.
- Plateaux brésiliens.
- Forêt équatoriale africaine. La forêt est défrichée pour les cultures de cacao notamment.
- Méditerranée néolithique.
- Au Moyen Âge, le brûlis était utilisé marginalement en Europe occidentale dans les parties les moins productives de l'écosystème (toponymes comme Essarts).